# 804

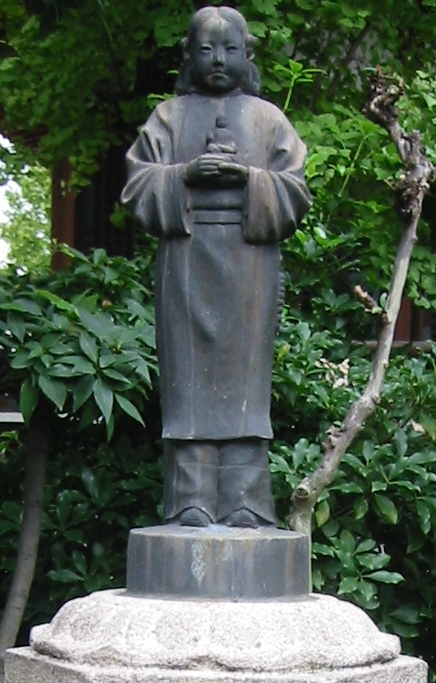
Standbeeld van Saichō in Kōbe (767-822)

Het jaar 804 is het 4e jaar in de 9e eeuw volgens de christelijke jaartelling.

## Gebeurtenissen

### Europa
- Saksenoorlog: Keizer Karel de Grote verslaat de Saksen ten noorden van de rivier de Elbe en deporteert de bevolking. Hij verleent de Abodriten, in ruil voor hun militaire steun, het recht zich te vestigen in Noordalbingië.
- Koning Godfred van Denemarken posteert met veel machtsvertoon zijn vloot aan de Frankische grens bij Sliesthorp (Sleeswijk-Holstein). Het komt echter (dankzij onderhandelingen) niet tot een treffen met de Franken.
- Venetië, een Byzantijns hertogdom, sluit zich aan bij het Frankische Rijk. Dit leidt formeel tot een 'staat van oorlog' met het Byzantijnse Rijk. Doge Giovanni Galbaio wordt door een pro-Frankische staatsgreep afgezet.
- Kroem, heerser (khan) van het Bulgaarse Rijk, vernietigt het door de aanvallen van de Franken verzwakte Avaarse Rijk. Hij verdeelt met Karel de Grote het veroverde grondgebied, met de rivier de Donau als grens.

### Azië
- Saichō en Kūkai, Japanese boeddhistische monniken, vertrekken voor een religieuze missie naar China. Daar komen ze in aanraking met het esoterisch boeddhisme.
- Koning Sadnaleg (804-815) wordt alleenheerser van Tibet, nadat zijn broer en medekoning Muruk Tsenpo is vermoord door edelen.
- 25 maart - De Inscriptie van Soekaboemi: Het oudst bekende geschreven Javaans op West-Java (huidige Indonesië).

## Religie
- De Frankische "paltskapel" (huidige Dom van Aken) wordt ingewijd door paus Leo III. De bouw wordt voltooid door de bouwmeester Odo van Metz.
- Karel de Grote sticht het bisdom Halberstadt met als zetel Seligenstadt (huidige Osterwieck) om de Saksen en de Polabische Slaven te kerstenen.

## Geboren
- Theophilos, keizer van het Byzantijnse Rijk (waarschijnlijke datum)
- Hugo, Frankisch prins en abt (waarschijnlijke datum)

## Overleden
- 19 mei - Alcuinus, Angelsaksisch monnik en geleerde
- Mnata, hertog van Bohemen (waarschijnlijke datum)
- Muruk Tsenpo, koning van Tibet
- Paulinus II, patriarch van Aquileia (of 802)
- 1 oktober - Richbod, aartsbisschop van Trier
- Wiho I, Fries bisschop en heilige (of 805)